# Ripanj
Ripanj (cyr. Рипањ) – miasto w Serbii; 30 kilometrów na południe od Belgradu; nad rzeką Topčiderką; 12 tys. mieszkańców (2006).

## Populacja
- 1921 – 5,012
- 1948 – 7,205
- 1961 – 7,588
- 1971 – 7,882
- 1981 – 10,463
- 1991 – 10,312
- 2002 – 10,741